# Christian Gottlob Neefe
Christian Gottlob Neefe (Chemnitz, 1748. február 5. – Dessau, 1798. január 26.) német operaszerző, karmester, orgonista, Ludwig van Beethoven tanára.
Neefe Szászországban, Chemnitzben született. Tanulmányait a Lipcsei Egyetemen folytatta, ahol Johann Adam Hiller tanítványa volt, az ő segítségével komponálta első operáját. Később Bonnban udvari orgonista lett, majd Beethovent tanította. Beethoven első művei közül többnek a megalkotásában is segített. Legismertebb munkája az 1780-ban komponált Adelheit von Veltheim című német nyelvű zenei dráma volt.